# Col d'Aspin
Pour les articles homonymes, voir Aspin.

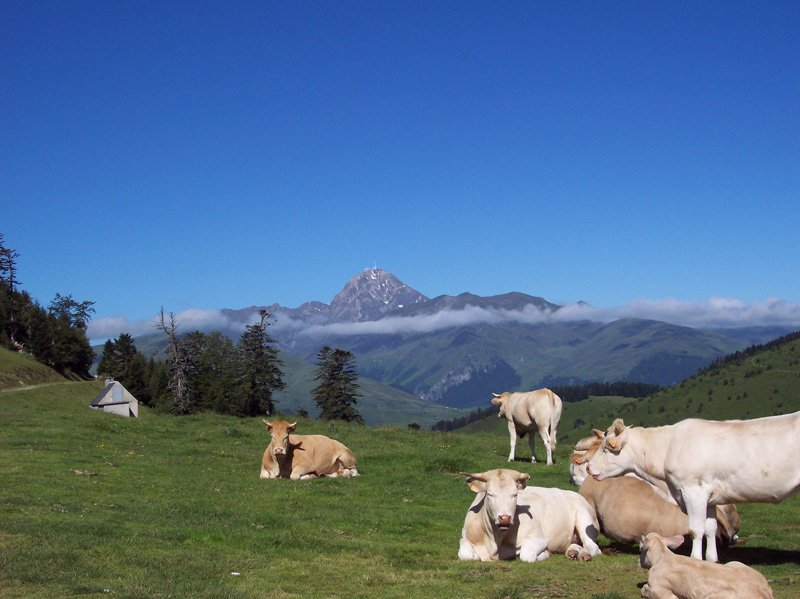
Vue sur le pic du Midi depuis le col.

Le col d'Aspin est un col de montagne routier des Pyrénées, situé à 1 493 m dans le département français des Hautes-Pyrénées, en Occitanie. Il est emprunté par la route des cols.

## Géographie
Il relie la vallée de Campan et la vallée d'Aure, soit Sainte-Marie-de-Campan à Arreau, l'accès pouvant se faire à partir de la station de ski de fond de Payolle.

## Histoire
Achille Jubinal, lors de la séance du corps législatif du 22 juin 1868, s'exclame :

« Écoutez ceci : il y a cinq ou six ans, on ne traversait le col d'Aspin qu'à cheval. Maintenant, grâce à l'Empereur, qui a eu personnellement l'idée des routes thermales, nous passons au col de Torte et au col d'Aspin, à 1 800 mètres au-dessus du niveau de la mer ; à Tourmalet, ainsi qu'au col de Geyresourde, qui descend par Luchon ; nous passons a 2 000 mètres d'altitude avec des voitures à quatre chevaux, aussi facilement que vous traversez en Daumont la place de la Concorde. (Exclamations et rires.)
Pourquoi donc un chemin de fer ne pénétrerait-il pas là où vont à présent les voitures ? »

## Tourisme
On peut y faire des randonnées toute l'année et y admirer le lac de Payolle et de nombreux sapins.

### Cyclisme

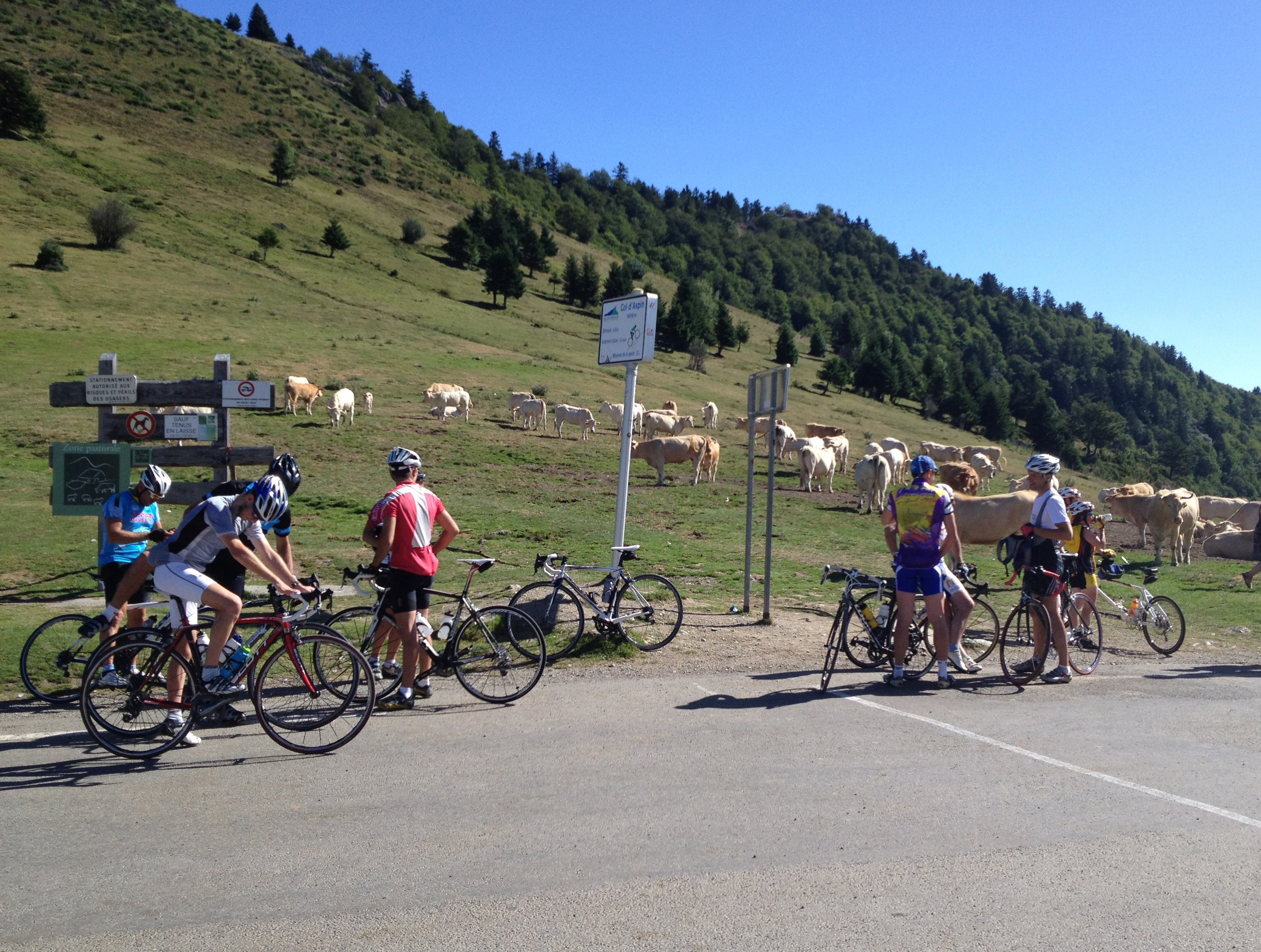
Cyclotouristes au col d'Aspin.

#### Tour de France
Le col d'Aspin est bien connu des cyclo-touristes. Le Tour de France l'a emprunté à 77 reprises,.
Voici la liste des passages du Tour de France avec les coureurs passés en tête :
- 1910 : Octave Lapize  France
- 1911 : Paul Duboc  France
- 1912 : Louis Mottiat  Belgique
- 1913 : Philippe Thys  Belgique
- 1914 : Firmin Lambot  Belgique
- 1919 : Honoré Barthélémy  France
- 1920 : Firmin Lambot  Belgique
- 1921 : Hector Heusghem  Belgique
- 1922 : Jean Alavoine  France
- 1923 : Robert Jacquinot  France
- 1924 : Ottavio Bottecchia  Italie
- 1925 : Omer Huyse  Belgique
- 1926 : Lucien Buysse  Belgique
- 1927 : Nicolas Frantz  Luxembourg
- 1933 : Vicente Trueba  Espagne
- 1934 : Antonin Magne  France
- 1935 : Félicien Vervaecke  Belgique
- 1936 : Yvan Marie  France
- 1937 : Julián Berrendero  Espagne
- 1938 : Gino Bartali  Italie
- 1939 : Edward Vissers  Belgique
- 1947 : Jean Robic  France
- 1948 : Jean Robic  France
- 1949 : Apo Lazaridès  France
- 1950 : Kléber Piot  France
- 1951 : Fausto Coppi  Italie
- 1952 : Raphaël Géminiani  France
- 1953 : Jean Robic  France
- 1954 : Louison Bobet  France
- 1955 : Charly Gaul  Luxembourg
- 1956 : Nino Defilippis  Italie
- 1958 : Federico Bahamontes  Espagne
- 1959 : Jean Dotto  France
- 1960 : Kurt Gimmi  Suisse
- 1961 : Marcel Queheille  France
- 1962 : Federico Bahamontes  Espagne
- 1963 : Guy Ignolin  France
- 1964 : Julio Jiménez  Espagne
- 1969 : Joaquim Galera  Espagne
- 1970 : Primo Mori  Italie
- 1971 : Lucien Van Impe  Belgique
- 1972 : Roger Swerts  Belgique
- 1973 : José Manuel Fuente  Espagne
- 1974 : Jean-Pierre Danguillaume  France
- 1975 : Lucien Van Impe  Belgique
- 1976 : Gerben Karstens  Pays-Bas
- 1977 : Luis Balagué  Espagne
- 1978 : Michel Laurent  France
- 1979 : René Bittinger  France
- 1980 : Raymond Martin  France
- 1982 : Michel Laurent  France
- 1983 : José Patrocinio Jiménez  Colombie
- 1985 : José del Ramo  Espagne
- 1986 : Dominique Arnaud  France
- 1988 : Samuel Cabrera  Colombie
- 1989 : Robert Millar  Royaume-Uni
- 1990 : Claudio Chiappucci  Italie
- 1991 : Claudio Chiappucci  Italie
- 1994 : Richard Virenque  France
- 1995 : Richard Virenque  France
- 1997 : Pascal Hervé  France
- 1998 : Rodolfo Massi  Italie
- 1999 : Mariano Piccoli  Italie
- 2001 : Bobby Julich  États-Unis
- 2003 : Sylvain Chavanel  France
- 2004 : Michael Rasmussen  Danemark
- 2006 : Fabian Wegmann  Allemagne
- 2008 : Riccardo Riccò  Italie
- 2009 : Franco Pellizotti  Italie
- 2010 : Anthony Charteau  France
- 2012 : Thomas Voeckler  France
- 2015 : Daniel Martin  Irlande
- 2016 : Steve Cummings  Royaume-Uni
- 2018 : Julian Alaphilippe  France
- 2022 : Thibaut Pinot  France
- 2023 : Neilson Powless  États-Unis
- 2025 : Lenny Martinez  France

#### Tour de France Femmes
Le col est franchi lors de l'avant-dernière étape du Tour de France Femmes 2023. Comme pour le parcours masculin, il est classé en 1re catégorie. C'est la Polonaise Katarzyna Niewiadoma qui le passe en tête.

### Profil
Sur le versant est, depuis la bifurcation (697 m) entre les routes D929 et la D918 à la sortie d'Arreau, le col d’Aspin est long de 12 km à 6,6 %. Après 2,1 km plutôt roulants à 4,2 % de moyenne, la pente devient plus sérieuse avec un kilomètre à 8 % qui suit le croisement (785 m) avec la petite route à gauche menant à Aspin-Aure. La particularité de ce versant du col d’Aspin est la présence de feuillus au bord de la route à intervalles irréguliers, dans une montée en lacets à travers les prairies bucoliques. À cinq kilomètres du sommet débute un kilomètre plus pentu à 9 % de moyenne (affiché à 9,5 %). Les ultimes kilomètres grimpent à environ 7,5 % de moyenne (affichés à 8 %) et quelques portions un peu plus rectilignes.

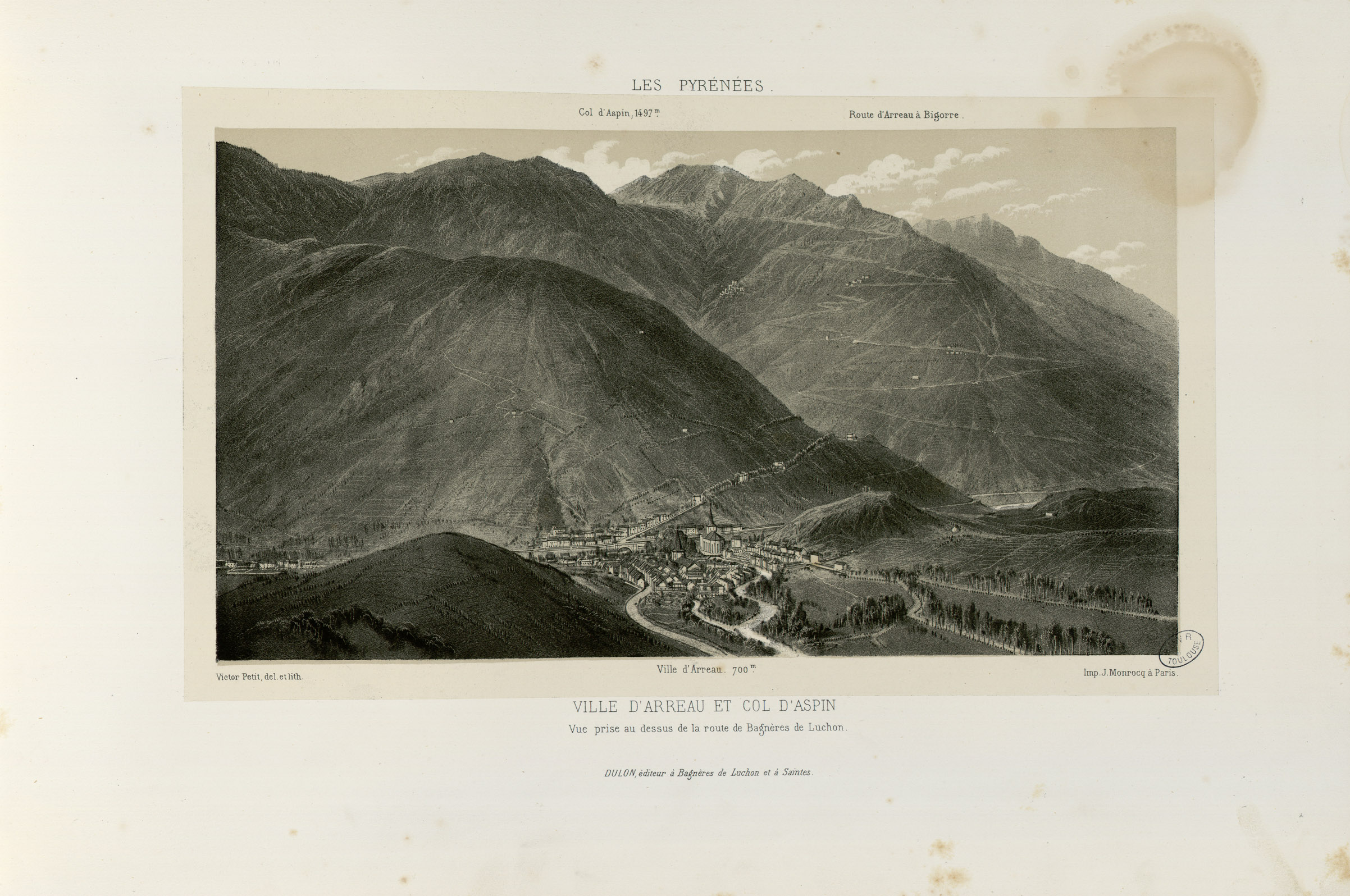
Vue prise au-dessus de la route de Bagnères de Luchon.
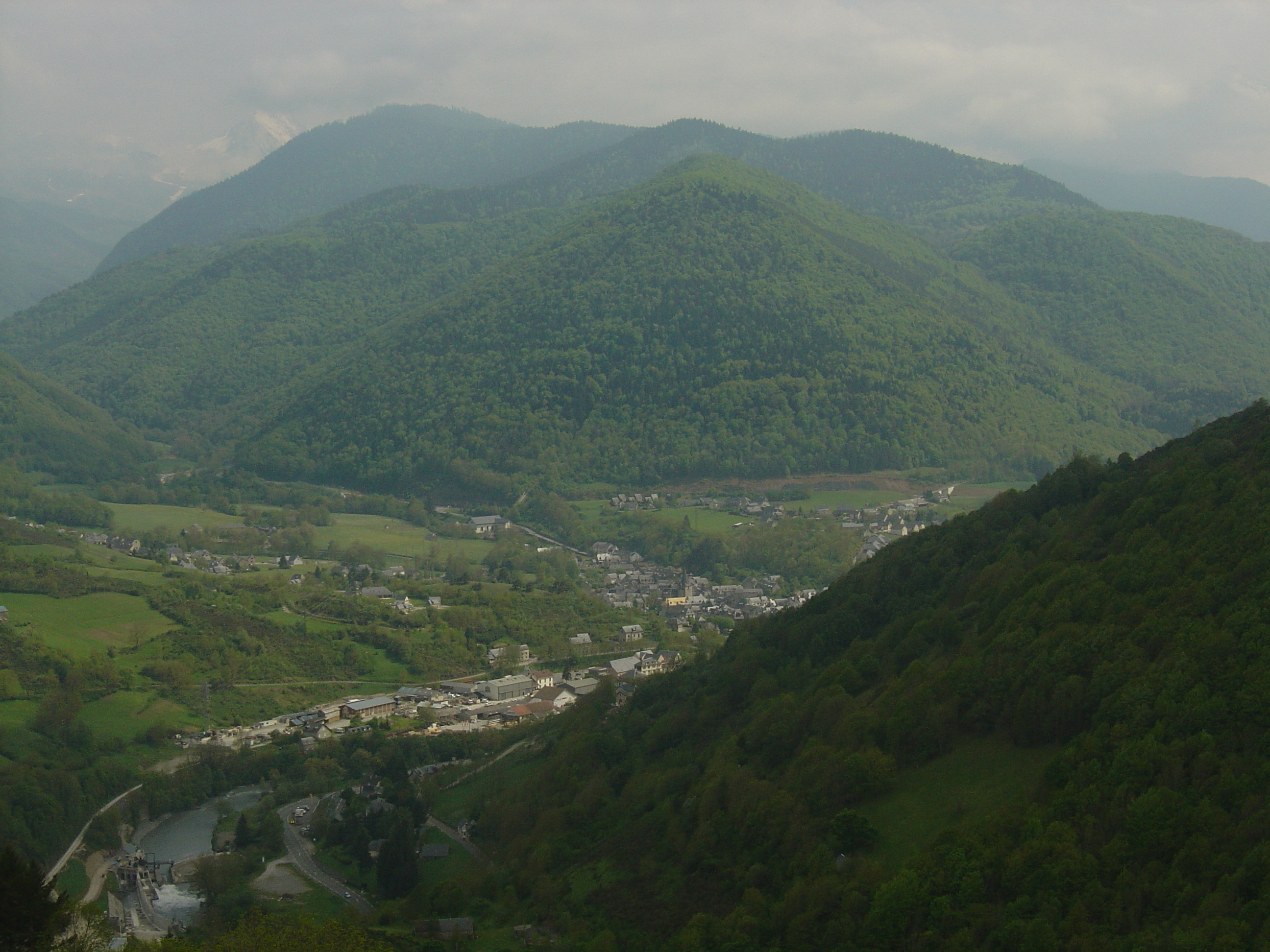
Vue sur Arreau dans l'ascension par le versant est.
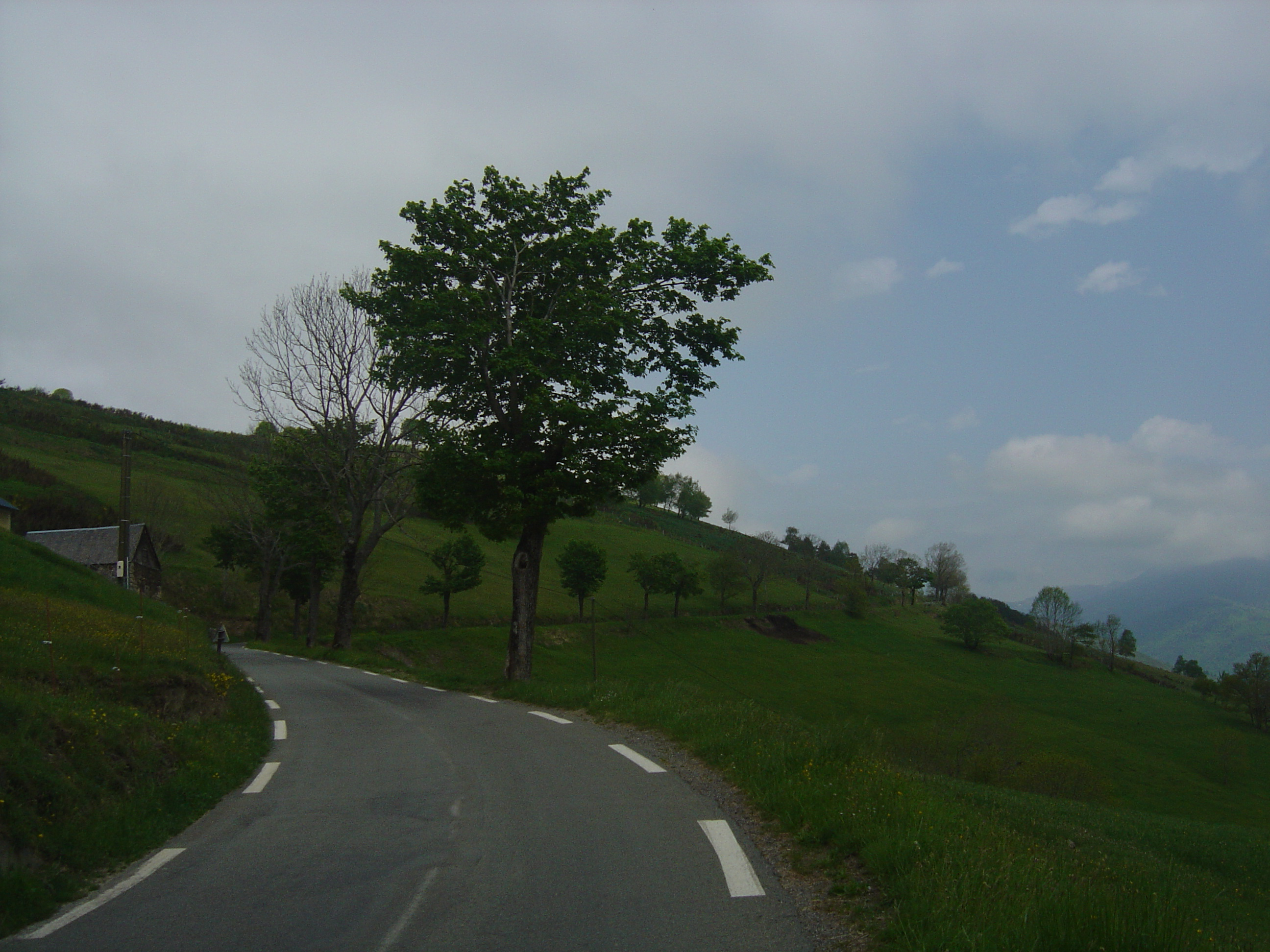
Feuillus en bordure de la route du versant est.
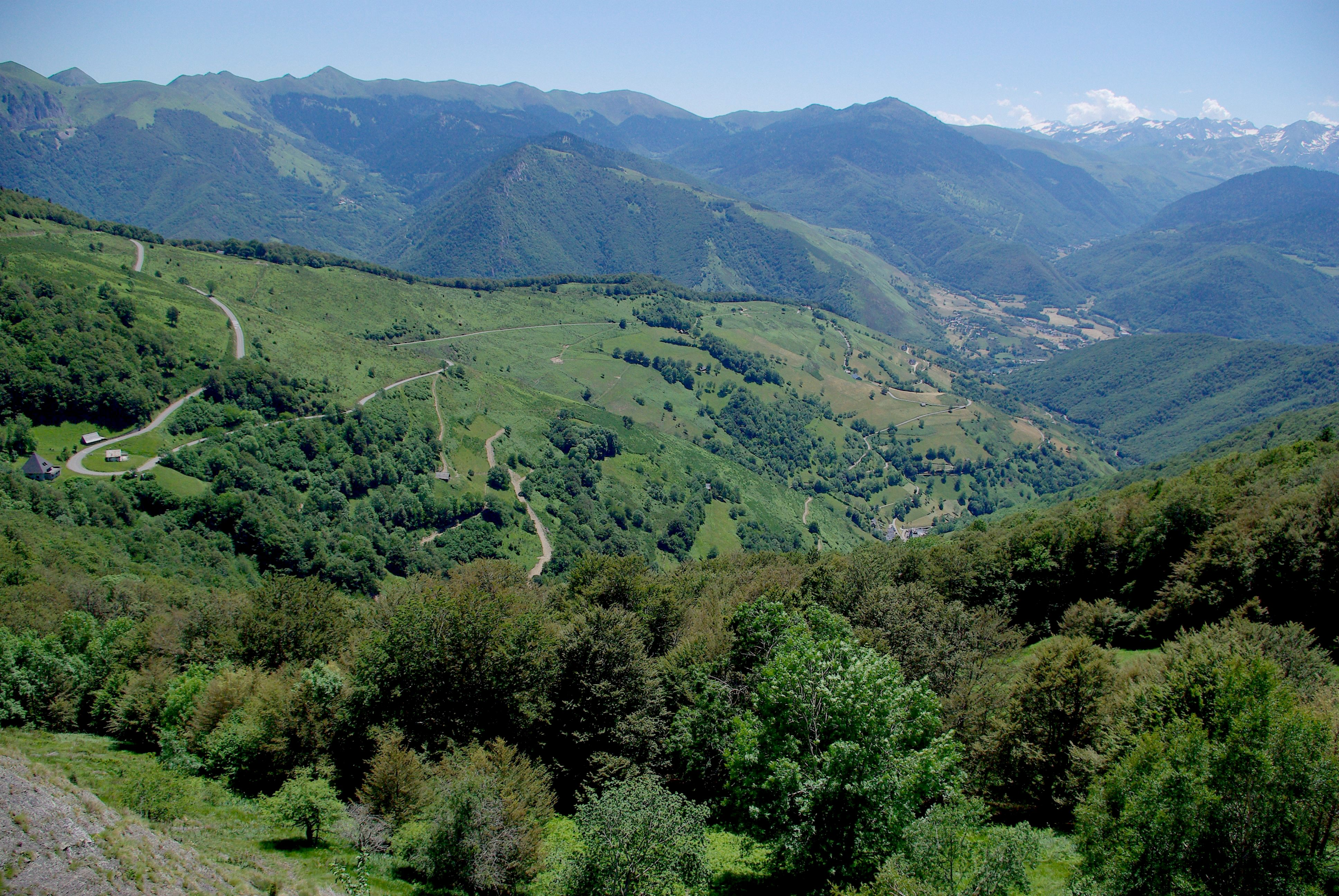
Vue depuis le col sur la route du versant est.

Sur le versant ouest, depuis l'église de Sainte-Marie-de-Campan (851 m), l’ascension est longue de 12,85 km à 4,95 %. Cependant la première partie de la montée est faite de 7,5 km qui présentent peu de difficultés si ce n’est un kilomètre à 6 % débutant à 8 km du sommet. La station de Payolle est même précédée d'une portion très roulante. Mais après avoir dépassé la station (1 093 mètres d’altitude en son centre), un kilomètre affiché à 9 % après la carrière de marbre d'Espiadet annonce un final nettement plus difficile avec une ascension en lacets dans une forêt de conifères jusqu’au sommet et des moyennes de 8 et 8,5 % sur les trois kilomètres suivants. Les deux derniers kilomètres terminent par un pourcentage de près de 7 %. Ce versant peut être ainsi décomposé en deux parties : environ 7,5 km à 3,2 % jusqu'à Payolle et 5,35 km à 7,4 % pour le reste. Mais pour les cyclistes qui descendent du col de la Hourquette d'Ancizan et qui entament l'ascension à une intersection (1 083 m) à l'entrée de Payolle, l'ascension ferait environ 5,9 km à 6,85 % de moyenne.

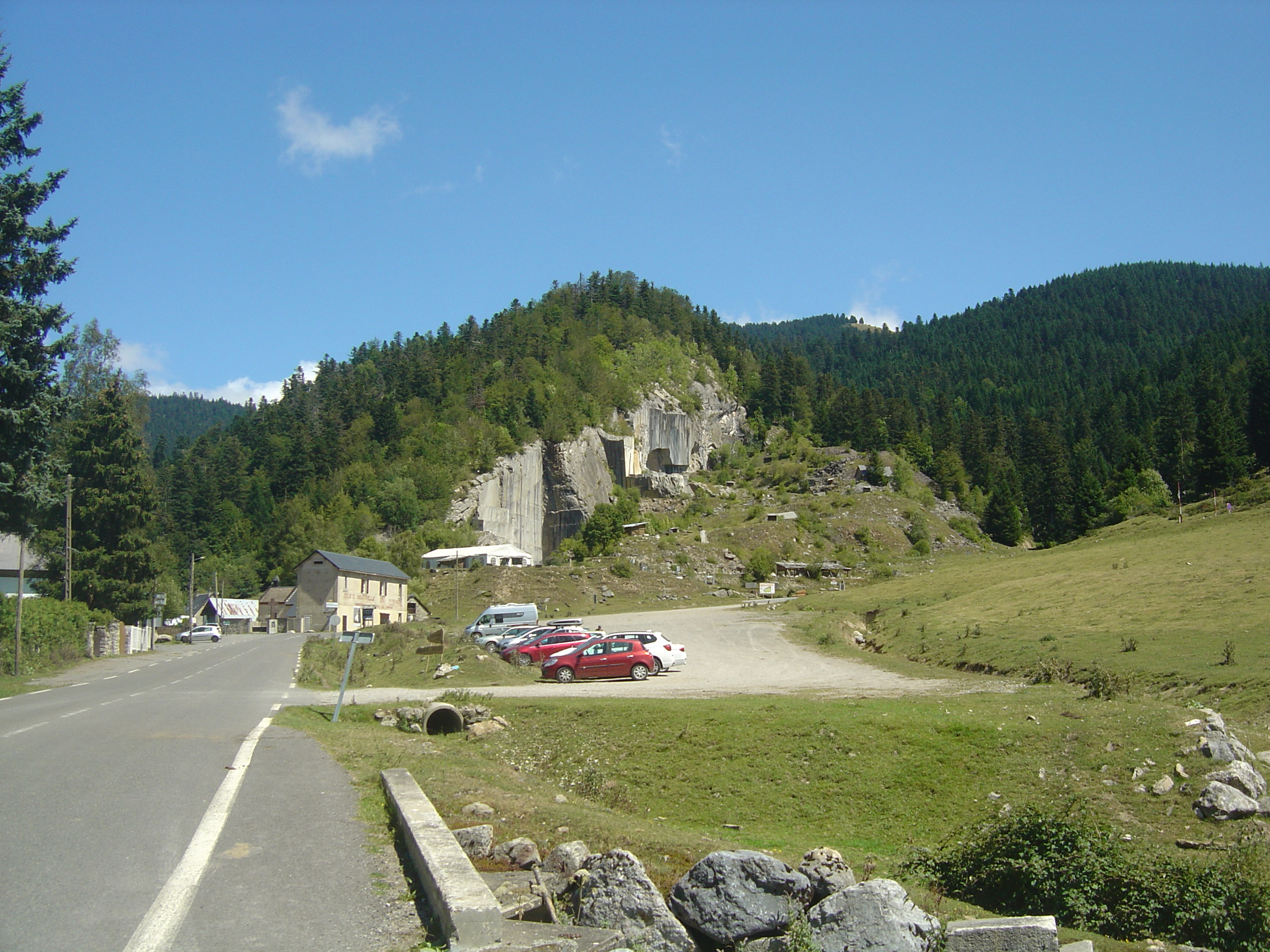
Vue sur la carrière de marbre d’Espiadet à Payolle, où les pourcentages se durcissent.
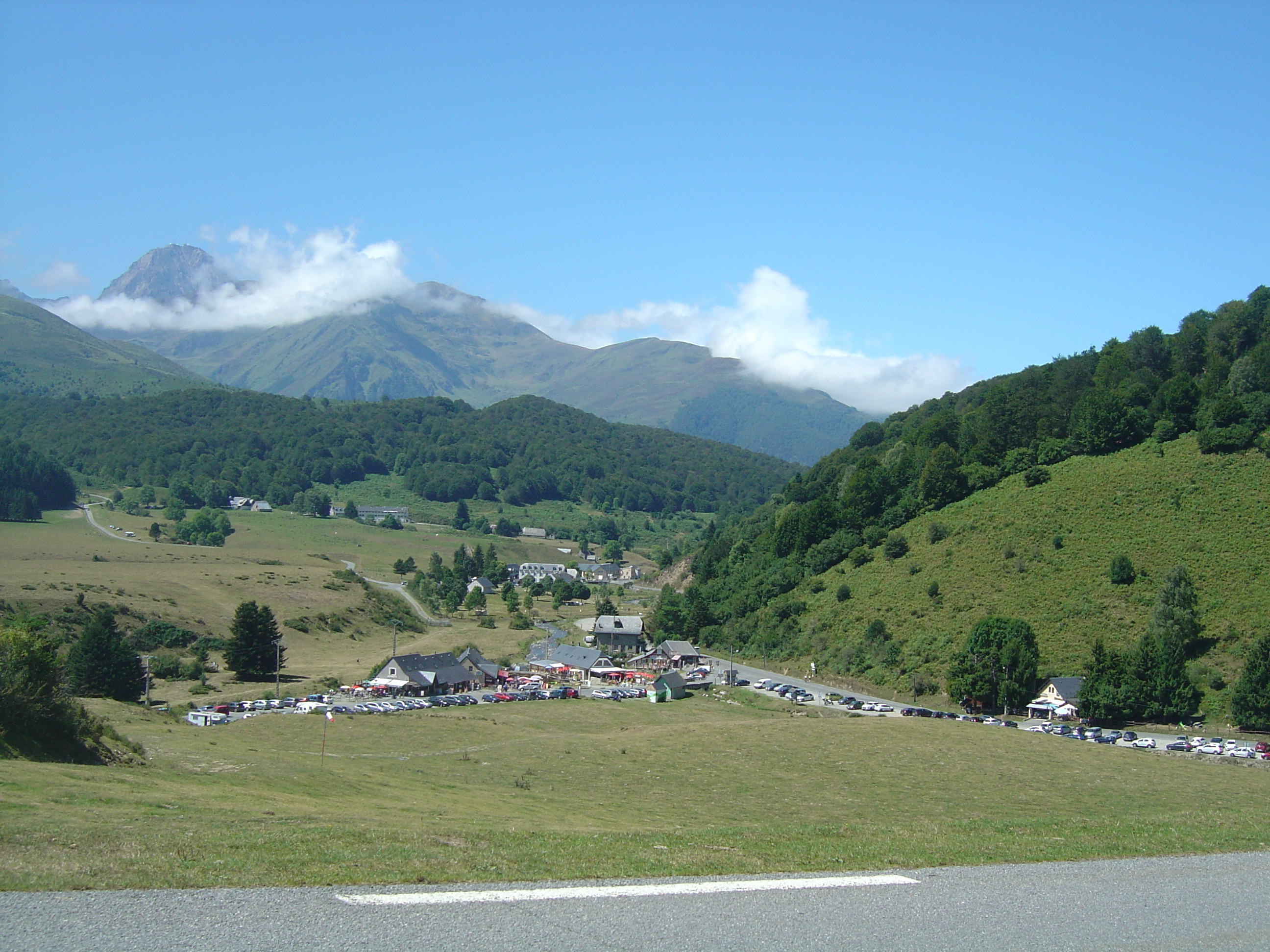
La station de Payolle et vue sur le pic du Midi de Bigorre (2 876 m).
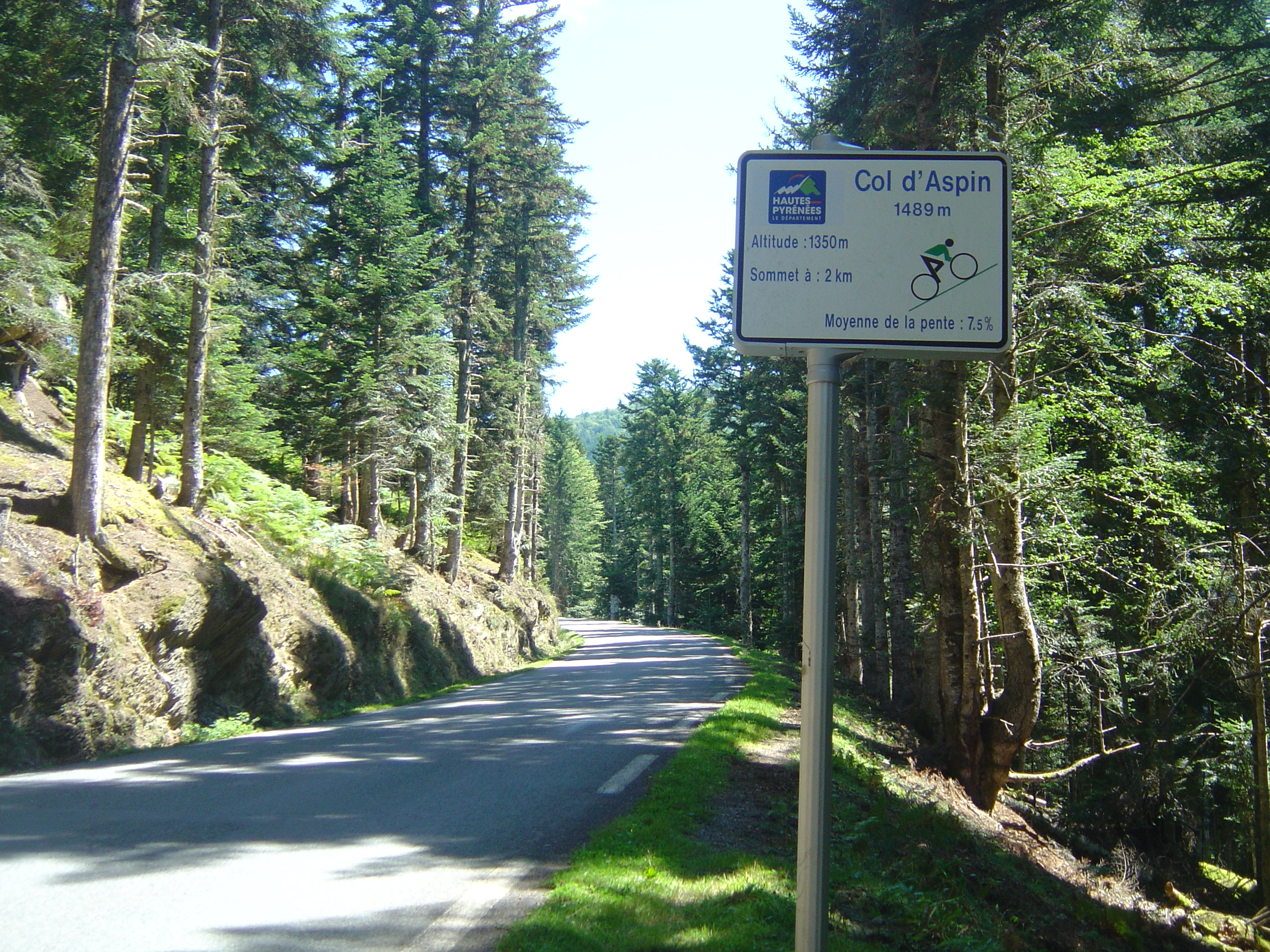
Ascension en forêt après Payolle.
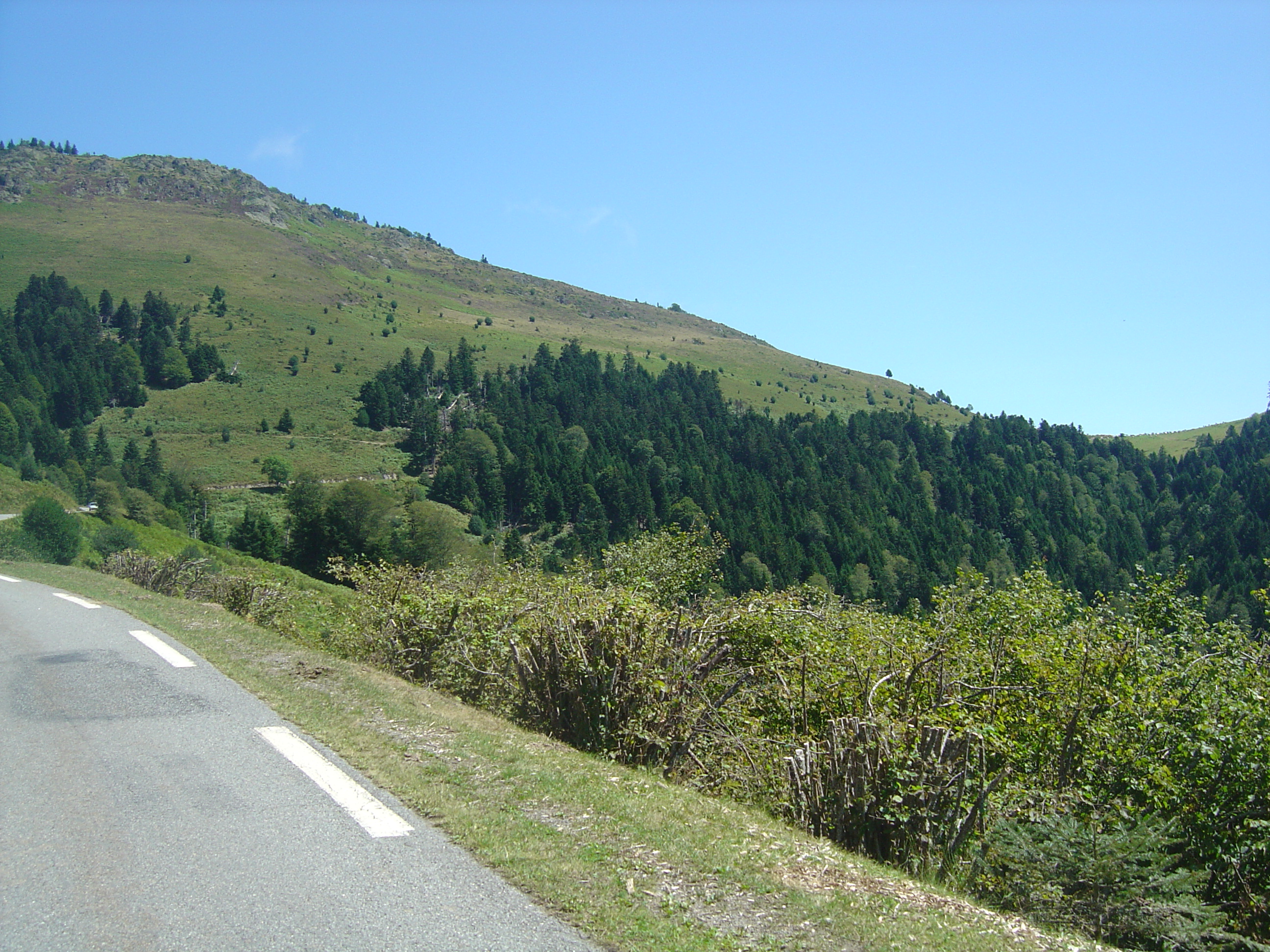
Dernier kilomètre du versant ouest.
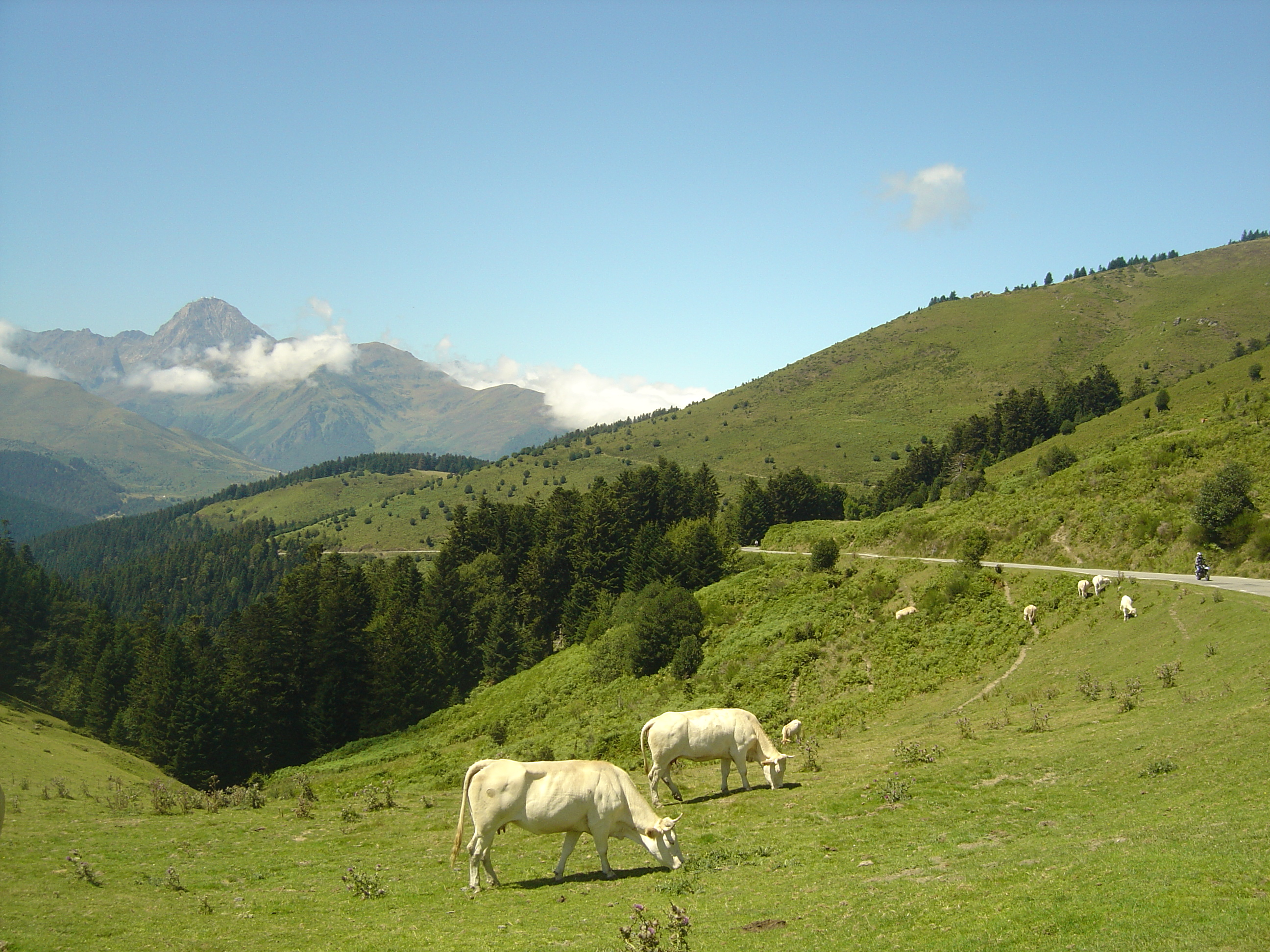
Plus bas le final de l'ascension du col d'Aspin, sur le versant ouest. Au fond le pic du Midi de Bigorre.